# Moselle
Moselle är även det franska namnet på floden Mosel.
Moselle är ett franskt departement i regionen Grand Est. I den tidigare regionindelningen som gällde fram till 2015 tillhörde Moselle regionen Lorraine. Huvudort är Metz. Departementet har fått sitt namn efter floden Mosel (Moselle).  